# Sophie Bukovec
Sophie Bukovec (Toronto, 22 de setembro de 1995) é uma jogadora de voleibol de praia canadense.

## Carreira
Em 2014 formava dupla com Tiadora Miric e disputou a edição do Campeonato Mundial de Vôlei de Praia Sub-21 em Lárnaca  sagrando-se medalhista de ouro .
A partir de 2019 passou a competir ao lado de Taylor Pischke e conquistaram a quarta posição no Aberto de Aydın, categoria duas estrelas.

## Títulos e resultados
- Torneio 2* do Aberto de Aydın do Circuito Mundial de Vôlei de Praia:2019